# Ruisseau Bouteroue
Pour les articles homonymes, voir Bouteroue (homonymie).
Le ruisseau Bouteroue est un affluent du lac Nicabau, coulant dans le territoire non organisé du Lac-Ashuapmushuan, dans la municipalité régionale de comté (MRC) de Le Domaine-du-Roy, dans la région administrative du Saguenay-Lac-Saint-Jean, au Québec, au Canada.
Le ruisseau Bouteroue coule entièrement dans le canton de Bouteroue. Son embouchure est située à 0,5 km à l’Ouest de la limite de la Réserve faunique Ashuapmushuan. La foresterie constitue la principale activité économique de cette vallée ; les activités récréotouristiques, en second.
La route 167 reliant Chibougamau et Saint-Félicien (Québec) passe du côté Est du lac Nicabau. Le chemin de fer du Canadien National longe cette route.
La surface du ruisseau Bouteroue est habituellement gelée du début novembre à la mi-mai, toutefois la circulation sécuritaire sur la glace se fait généralement de la mi-novembre à la mi-avril.

## Géographie
Les bassins versants voisins du ruisseau Bouteroue sont :
- côté nord : lac Bouteroue, lac Nicabau, lac Charron (rivière Normandin), rivière Normandin, rivière de la Coquille, rivière Boisvert (rivière Normandin) ;
- côté est : rivière Normandin, rivière Marquette ;
- côté sud : lac Poutrincourt, rivière Normandin, lac Finbar, rivière du Milieu (rivière Normandin) ;
- côté ouest : lac Bouteroue, lac Rohault, lac Gabriel (rivière Opawica).

Le ruisseau Bouteroue prend naissance à l'embouchure du lac Bouteroue (longueur : 16,9 km ; altitude : 402 m) situé dans le canton de Bouteroue. L’embouchure de ce lac de tête est située à :
- 13,1 km au Sud-Est de l’embouchure du lac Rohault (confluence avec le lac Bouteroue) ;
- 5,3 km au Sud de l’embouchure du ruisseau Bouteroue (confluence avec le lac Nicabau) ;
- 8,9 km au Sud de l’embouchure du lac Nicabau dont la partie Sud est traversée par la rivière Normandin ;
- 27,0 km à l’Ouest de l’embouchure de la rivière Normandin (confluence avec le lac Ashuapmushuan.

À partir de l'embouchure du Lac Bouteroue, le ruisseau Bouteroue coule sur 7,4 km en traversant des zones de marais.
Le ruisseau Bouteroue se déverse au fond d’une baie sur la rive Sud du lac Nicabau (longueur : 9,7 km ; largeur maximale : 3,0 km ; altitude : 386 m) qui est traversé sur 5,3 km vers le Nord, puis vers l’Est, par le courant de la rivière Normandin. De là, le courant descend vers le Sud-Est la rivière Normandin sur 38,7 km, jusqu’à la rive
Nord-Ouest du lac Ashuapmushuan. Puis, le courant emprunte le cours de la rivière Ashuapmushuan qui se déverse à Saint-Félicien (Québec) sur la rive Ouest du lac Saint-Jean.
La confluence du ruisseau Bouteroue avec le lac Nicabau est située à :
- 11,9 km au Nord de l’embouchure du lac Poutrincourt ;
- 10,2 km au Sud-Ouest de l’embouchure du lac Rohault ;
- 4,0 km au Sud-Ouest de l’embouchure du lac Nicabau dont la partie Sud est traversée par la rivière Normandin ;
- 27,2 km au Nord-Ouest de l’embouchure de la rivière Normandin (confluence avec le lac Ashuapmushuan) ;
- 150 km au Nord-Ouest de l’embouchure de la rivière Ashuapmushuan (confluence avec le lac Saint-Jean).

## Toponymie
Le toponyme « ruisseau Bouteroue » a été officialisé le 28 mars 1972 à la Commission de toponymie du Québec.